# Buồn ngủ
Buồn ngủ là là một trạng thái khao khát mãnh liệt được ngủ, hoặc ngủ trong thời gian dài bất thường. Buồn ngủ mang ý nghĩa và nguyên nhân riêng biệt. Có thể là sự ám chỉ đến trạng thái bình thường trước khi ngủ, trạng thái buồn ngủ do rối loạn nhịp sinh học, các điều kiện khi ở trong một trạng thái buồn ngủ do nhịp sinh học loạn, hoặc một triệu chứng của các vấn đề sức khỏe khác. có thể được đi kèm với thờ ơ, suy nhược và thiếu sự nhanh nhẹn tinh thần.
Buồn ngủ thường được xem như một triệu chứng chứ không phải là một rối loạn. Tuy nhiên, khái niệm về buồn ngủ định kỳ vào những thời điểm nhất định vì một số lý do nhất định được cấu thành các rối loạn khác nhau, chẳng hạn như quá buồn ngủ vào ban ngày, rối loạn giấc ngủ do giờ giấc làm việc thay đổi. Có những mã y tế coi sự buồn ngủ là một rối loạn.
Buồn ngủ có thể nguy hiểm khi thực hiện các nhiệm vụ đòi hỏi sự tập trung liên tục, chẳng hạn như lái xe.Khi một người mệt mỏi, có thể gặp phải cơn buồn ngủ. Trong những người bị mất ngủ, thì buồn ngủ có thể tự tiêu tan trong một thời gian ngắn; hiện tượng này được gọi là cơn gió thứ hai, và kết quả của chu kỳ bình thường của nhịp sinh học can thiệp vào các quá trình cơ thể thực hiện để chuẩn bị cho bản thân nghỉ ngơi
Từ "somnolence" bắt nguồn từ tiếng Latin "somnus" có nghĩa là "ngủ".